# Vlag van Wouterswoude

Vlag van Wouterswoude

De vlag van Wouterswoude is de dorpsvlag van het Nederlandse dorp Wouterswoude, in de Friese gemeente Dantumadeel. De vlag werd in 1996 geregistreerd.

## Beschrijving
De beschrijving van de vlag is als volgt:
Drie even hoge lengtebanen groen, geel en zwart, aan de broekzijde belegd met respectievelijk een omgekeerde witte halve maan, een blauwe cichoreibloem en een gele eikel, geplaatst in de vorm van een broekingsdriehoek, waarbij het hart van de bloem op de punt van de (denkbeeldige) broekingsdriehoek ligt. Elk van die figuren zijn in de precieze verhouding van de banen waar ze in geplaatst zijn.
De kleuren zijn afkomstig van het dorpswapen.

## Symboliek
- Groene baan met zilveren halve maan: staat voor het gebied waar het dorp in ligt, de Dokkumer Wouden.[2]
- Gouden baan: verwijst naar de zandgrond van het dorp.[2]
- Cichoreibloem: duidt op de chichoreifabriek in de dorpskernen.[2]
- Zwarte baan met eikel: verwijzing naar het veen en de eikenbomen die er te vinden zijn.[2]

## Zie ook

Wapen van Wouterswoude